# Ostankino (station)
Ostankino (Russisch: Останкино) is een station aan de Oktober-spoorweg in de Russische hoofdstad Moskou. Het is genoemd naar het dorp Ostankino dat eind 19e eeuw door Moskou werd geannexeerd.

## Ligging en inrichting
Het station ligt in de buurt van de Ostankino-begraafplaats en de Ostankino-toren iets ten oosten van het station. Op het stationsplein aan de oostkant zijn er bushaltes waar kan worden overgestapt op stadsbussen, waarvan er twee hier een eindpunt hebben. Ongeveer 500 meter naar het noorden kruist de monorail het spoor, de dichtstbijzijnde halte van de monorail is Teletsentr bij de omroepgebouwen ten noordoosten van het station. Sinds 16 september 2016 is er ook een metrostation, Boetyrskaja, ongeveer 300 meter ten zuidwesten van het station bij het kruispunt van de Roestaveli-straat en de Ogorodnyj doorgang.  Het station heeft drie hoge perrons voor voorstadstreinen die onderling verbonden zijn via een reizigerstunnel in het midden van de perrons. 
Het station had tot 20 april 2013 drie sporen waarvan een volgens de Spaanse methode tussen de perrons lag, al werd per spoor een perron gebruikt. De perrons werden in het kader van de aanleg van het vierde spoor verbouwd. Het spoorgebruik is wel uitzonderlijk omdat in de oostelijke spoorbak links- en in de westelijke rechts gereden wordt. Hierdoor worden de zijperrons bediend door treinen richting de Moskouse reizigersstations, de treinen staduitwaarts bedienen het eilandperron. Hierbij hebben de buitenste sporen de nummer 1 en 3 gekregen, terwijl de sporen langs het eilandperron de nummers 2 en 4 hebben. Het stationsgebouw met kaartverkoop grenst direct aan spoor 1, sinds mei 2015, toen ook de OV-poortjes geplaatst zijn, heeft ook het andere zijperron een kaartverkoop.
De langeafstandstreinen en sneltreinen gebruiken de sporen 3 en 4 met rechtsrijdend verkeer tussen Moskou en het noorden. De voorstadstreinen rijden ten noorden van Petrovsko-Razoemovskaja ook rechts op de buitenste sporen van een viersporig traject. Vlak te zuiden van Petrovsko-Razoemovskaja kruist het spoor voor de voorstadsdiensten stadinwaarts de andere drie sporen, waarmee het van de westzijde naar de oostzijde gaat. Ten zuiden van Ostankino lopen de sporen voor de voorstadstreinen langs de oostkant van het opstelterrein, terwijl de hoofdlijn langs de westkant loopt. 
De sporen van de D3 lopen langs Nikolajevka en Moskva-passazjirskaja en hebben eigen perrons (spoor 1 & 2) bij Rizjskaja. 